# Alec Brown
Pour les articles homonymes, voir Brown.
Alec Brown, né le 23 juillet 1992 à Winona, Minnesota (États-Unis), est un joueur américain de basket-ball. Il évolue aux postes de pivot et d'ailier fort.

## Carrière universitaire
En 2010, il rejoint le Green Bay de Phoenix en NCAA.

## Carrière professionnelle
Brown est choisi en 50e place par les Suns de Phoenix lors de la Draft 2014 de la NBA.
En juillet 2014, il participe à la NBA Summer League avec les Suns.

## Statistiques

### Universitaires
Les statistiques en matchs universitaires d'Alec Brown sont les suivantes :
| Année     | Équipe               | Matches | Titul. | Min./m. | %tir | %3pts | %l-f | rbds/m. | pass/m. | int/m. | ctr/m. | pts/m. |
| --------- | -------------------- | ------- | ------ | ------- | ---- | ----- | ---- | ------- | ------- | ------ | ------ | ------ |
| 2010-2011 | Green Bay de Phoenix | 32      | 32     | 25,1    | 48,9 | 33,3  | 74,6 | 5,59    | 0,44    | 0,41   | 2,03   | 10,19  |
| 2011-2012 | Green Bay de Phoenix | 30      | 29     | 31,2    | 45,6 | 21,1  | 77,1 | 8,17    | 0,83    | 0,90   | 2,93   | 13,77  |
| 2012-2013 | Green Bay de Phoenix | 34      | 34     | 30,6    | 44,9 | 42,9  | 74,7 | 6,00    | 1,24    | 0,59   | 1,74   | 14,09  |
| 2013-2014 | Green Bay de Phoenix | 30      | 30     | 30,3    | 47,7 | 42,0  | 73,0 | 5,70    | 1,00    | 0,50   | 3,13   | 15,37  |
| Total     | Total                | 126     | 125    | 29,3    | 46,5 | 40,0  | 74,9 | 6,34    | 0,88    | 0,60   | 2,43   | 13,33  |

## Palmarès
- 2× First team All-Horizon League (2012, 2014)
- Horizon League Defensive Player of the Year (2014)